# Маленькие комедии большого дома (пьеса)
«Маленькие комедии большого дома» — пьеса, была создана в 1973 году Григорием Гориным и Аркадием Аркановым.
Представляет собой 5 отдельных новелл (одноактных пьес) со своими героями и сюжетами, объединённых общим смыслом, как повествование о жильцах одного большого многоквартирного дома. Пьеса высмеивает человеческие слабости и пороки: мещанство, вещизм, практицизм, делячество, эгоизм, инфантилизм.

## Содержание

### «Пой, ласточка, пой!» (комедиясхором)
Действующие лица:
Николай Степанович Шубин — начальник ЖЭКа

Пётр Евгеньевич Печников — дирижёр хора

Сидоров

жильцы дома:

Первый хорист
Второй хорист
Третий хорист — химик
Четвёртый хорист
Первая хористка
Вторая хористка
Третья хористка
Мария — четвёртая хористка
Юрик — её муж
Кира Платоновна — концертмейстер
Начальник ЖЭКа из самых лучших побуждений организует самодеятельный хор из жильцов дома и методом кнута и пряника заставляет их приходить на репетиции. Хор поёт плохо, жильцы бунтуют и разбегаются, остаётся только пожилая женщина-концертмейстер. Начальник опускает руки, но хористы собираются снова, уже от души поют «Ласточку».

### «Серенада» (маленькиймюзикл)
Действующие лица:
влюблённая

муж влюблённой

Женя

муж Жени

Лариса — певица

Юрик

Танюша

Тенгиз
Под окнами большого дома кто-то по вечерам поет серенады своей возлюбленной, беседует с ней в духе Ромео и Джульетты и даже пытается взобраться к милой на балкон. Супружеские пары из других квартир под впечатлением от этих сцен начинают что-то менять в своих отношениях.

### «Грабёж» (фарс)
Действующие лица:
Алик

Оля — его жена 

Грабитель
Алик вынужден жить в квартире, до отказа наполненной разнообразными вещами — их с энтузиазмом скупает жена Алика. Поэтому встречу с Грабителем Алик воспринимает, как своё спасение от ненавистного барахла.

### «Смотровой ордер» (оптимистическая комедия)
Действующие лица:
Татьяна Ивановна Ивано́ва

Витя Ивано́в — её сын

Надя — жена Вити

Серафима Ивановна Ива́нова

Валентин Ива́нов — её сын

Юля — невеста Валентина
Семья Ивано́вых, состоящая из пожилой Татьяны Ивановны, её сына, жены сына и их тройни, собирается переезжать в новый дом. Смотреть квартиру, которая скоро будет освобождена, приходят Серафима Ивановна Ива́нова, её сорокалетний сын-холостяк Валентин и его невеста Юля из Тюмени. Ива́нова занята квартирным вопросом, так как её сын — соискатель на степень кандидата — может получить квартиру побольше, имея семью. Но оказывается, что обладателям кандидатской степени можно получить квартиру и без всякой женитьбы. Вот только невеста уже не хочет уезжать обратно в Тюмень…

### «Вариации для голоса и фортепьяно…» (монотрагикомедия)
Действующие лица:
Отец
Отчаявшись поговорить по душам со своим почти взрослым сыном, Отец записывает на грампластинку своё обращение к нему.

## Постановки
Московский театр сатиры (премьера 28 декабря 1973 года). Спектакль был снят для телевидения, в постановке были заняты ведущие актёры Театра сатиры — Татьяна Пельтцер, Анатолий Папанов, Андрей Миронов, Спартак Мишулин, Александр Ширвиндт, Юрий Соковнин — и неоднократно показывался, благодаря чему и он, и пьеса стали широко известны. Новеллы в спектакле шли в такой последовательности: «Смотровой ордер», «Грабёж», «Серенада», «Вариации для голоса и фортепьяно», «Пой, ласточка, пой!».

## Публикации
Григорий Горин. Антология сатиры и юмора России XX века. Том 6 (авторский сборник). — М.: Эксмо-Пресс, 2000 г. 736 с. ISBN 5-04-005055-0, 5-04-003950-6